# ディリリとパリの時間旅行
『ディリリとパリの時間旅行』（ディリリとパリのじかんりょこう、フランス語: Dilili à Paris）は、2018年のフランス・ドイツ・ベルギーの冒険アニメーション映画。
ミッシェル・オスロが監督し、コンピュータアニメーションによって制作された。
第44回セザール賞アニメーション映画賞受賞作品。

## キャスト（声の出演）
※カッコ内は日本語吹替
- ディリリ: プリュネル・シャルル＝アンブロン（新津ちせ[4]）
- オレル: エンゾ・ラツィト（フランス語版）（斎藤工[4]）
- エマ・カルヴェ（フランス語版）: ナタリー・デセイ